# Doris Bačić
Doris Bačić (Neum, 1995. február 23. –) bosnyák származású horvát női válogatott labdarúgó. Az olasz Napoli kapusa.

## Pályafutása

### Klubcsapatokban

#### Arsenal
2012 szeptemberében az Anglia elleni Eb-selejtező mérkőzésen keltette fel az Arsenal érdeklődését játékával, akik szerződést kínáltak a horvát kapusnak. Londonba költözése után, azonban munkavállalási engedély híján nem kapott lehetőséget és a csapat edzésein sem tudott részt venni, ezért 2014 januárjában távozott az általa arrogánsnak minősített Ágyusoktól.

#### Rosengård
A svéd FC Rosengårdnál töltött próbajátékot követően a leszerződött a malmői csapathoz, de harmadik számú kapusként nem volt esélye pályára lépni.

#### SFK 2000 Sarajevo
2015 nyarán visszatért korábbi csapatához, és az SFK 2000 Sarajevo színeiben bajnoki címet és kupagyőzelmet ünnepelhetett.

#### Einherji
Következő állomáshelyén a német SC Sandnál mindössze egy hónapot töltött, majd egy rövid szarajevói kitérő elteltével az izlandi másodosztályú Einherjihez igazolt.

#### Anderlecht
Az Anderlechtnél hat meccsen kapott lehetőséget, és egy bajnoki címmel gazdagodott a 2017–18-as belga pontvadászatban.

#### Juventus
2018. augusztus 1-én csatlakozott a Juventus gárdájához és három évre Olaszországba tette át székhelyét. A Zebráknál karrierje legtermékenyebb időszakát élhette meg. Három bajnokságot, egy kupát és két szuperkupát gyűjtött be az  Öreg Hölgynél.

#### Sporting CP
Lisszabon lett következő úti célja és a Sporting CP zöld-fehér szerelését húzta magára 2021 augusztusában. Kezdőként bizonyíthatott első ízben új csapatánál a szuperkupa fináléjában, és pár nappal érkezése után első portugál trófeáját abszolválta.

#### Levante Las Planas
2022. szeptember 8-án aláírt a spanyol élvonal újoncához.

#### Napoli
Miután egyéves szerződését letöltötte Badalonában megegyezett a Napoli csapatával és visszatért a Serie A-ba.

### A válogatottban
2011 óta tagja a horvát válogatottnak.

## Sikerei, díjai

### Klubcsapatokban
Portugál kupagyőztes (1):
- Sporting CP (1): 2021–22

 Portugál szuperkupa-győztes (1):
- Sporting CP (1): 2021

 Olasz bajnok (3):
- Juventus (3): 2018–19, 2019–20, 2020–21

 Olasz kupagyőztes (1):
- Juventus (1): 2018–19

 Olasz szuperkupa-győztes (2):
- Juventus (2): 2019, 2020

 Belga bajnok (1):
- Anderlecht (1): 2017–18

 Bosnyák bajnok (2):
- SFK 2000 Sarajevo (2): 2011–12, 2015–16

 Bosnyák kupagyőztes (2):
- SFK 2000 Sarajevo (2): 2012, 2016

 Horvát bajnok (1):
- ŽNK Osijek (1): 2012–13

 Horvát kupagyőztes (1):
- ŽNK Osijek (1): 2013